# 미즈마키정
미즈마키정(일본어: 水巻町 미즈마키마치[*])은 일본 후쿠오카현 북부에 있는 온가군의 정이다.

## 지리
동쪽은 기타큐슈시와 접하고 서쪽은 온가강에 접하는 물과 녹지로 둘러싸인 자연이 풍부한 지역이다. 석탄 산업이 쇠퇴하면서 1970년부터 1990년까지 과소 지역으로 지정되어 있었지만 최근 국도 3호선 주변을 중심으로 발전이 현저한 마을이다. 또 경제, 생활 면에서는 기타큐슈시의 경제권·생활권에 속하고 있어 기타큐슈 도시권의 10% 권역에 해당한다. 일찍이 같은 온가군에 속하던 야하타니시구와의 관계는 특히 친밀하다. 국도 3호선과 가고시마 본선 등 교통망도 매우 충실해 기타큐슈시의 베드타운으로 주택 단지나 맨션 등의 건설이 진행되어 인구도 증가 경향에 있었지만 2005년 국세조사의 결과에 의하면 인구는 감소로 변하고 있다.

### 인접한 자치체
- 기타큐슈시(와카마쓰구, 야하타니시구)
- 나카마시
- 온가군 아시야정, 온가정

## 역사
- 1940년 2월 11일 - 정으로 승격하였다.

## 교통

### 철도
- 규슈 여객철도
  - 가고시마 본선
  - 지쿠호 본선(후쿠오쿠유타카선)

### 도로
- 국도 3호선